# アマンダ・ブリュースター・シーウェル
アマンダ・ブリュースター・シーウェル（Lydia Amanda Brewster Sewell、1859年2月24日 -  1926年11月15日）はアメリカ合衆国の画家である。多くの展覧会で賞を得、ナショナル・アカデミー・オブ・デザインの準会員に選ばれるなどしたアメリカ合衆国の女性画家の草分けの一人である。

## 略歴
現在のニューヨーク州エセックス郡のノース・エルバに生まれた。ブリュースター家の先祖はメイフラワー号で入植したウィリアム・ブリュースター(William Brewster:1566-1644)に遡ることができる。1876年からニューヨークのナショナル・アカデミー・オブ・デザインで学び、クーパー・ユニオンの美術学校でロバート・スウェイン・ギフォード、ダグラス・ヴォルクに学び、アート・スチューデンツ・リーグでウィリアム・メリット・チェイスに学んだ。その後、パリに渡り、アカデミー・ジュリアンでウィリアム・アドルフ・ブグローやトニ・ロベール＝フルーリーに学んだ。カロリュス＝デュランのアトリエでも、学んだ。1888年に同じように、アカデミー・ジュリアンに留学していたアメリカ人画家、ロバート・シーウェル（Robert Van Vorst Sewell:1860-1924)と結婚した。パリでは1886年にサロン・ド・パリに初めて出展し、1887年、1888年にも出展した。 
アメリカに帰国後はニューヨークにスタジオを開きおもに肖像画を描いた。1888年にナショナル・アカデミー・オブ・デザインの展覧会に出展した作品はダッジ賞(Norman W. Dodge Prize)を受賞し、1893年のシカゴ万国博覧会に作品を出展し、展示館の壁画を描き、賞を得た。その後も国際博覧会の展覧会などに出展した。1908年にナショナル・アカデミー・オブ・デザインの会員に選ばれた。1906年からウーマンズ・アート・クラブ・オブ・ニューヨーク(Woman's Art Club of New York:1898年創設）の副会長、理事を務めた。

## 作品

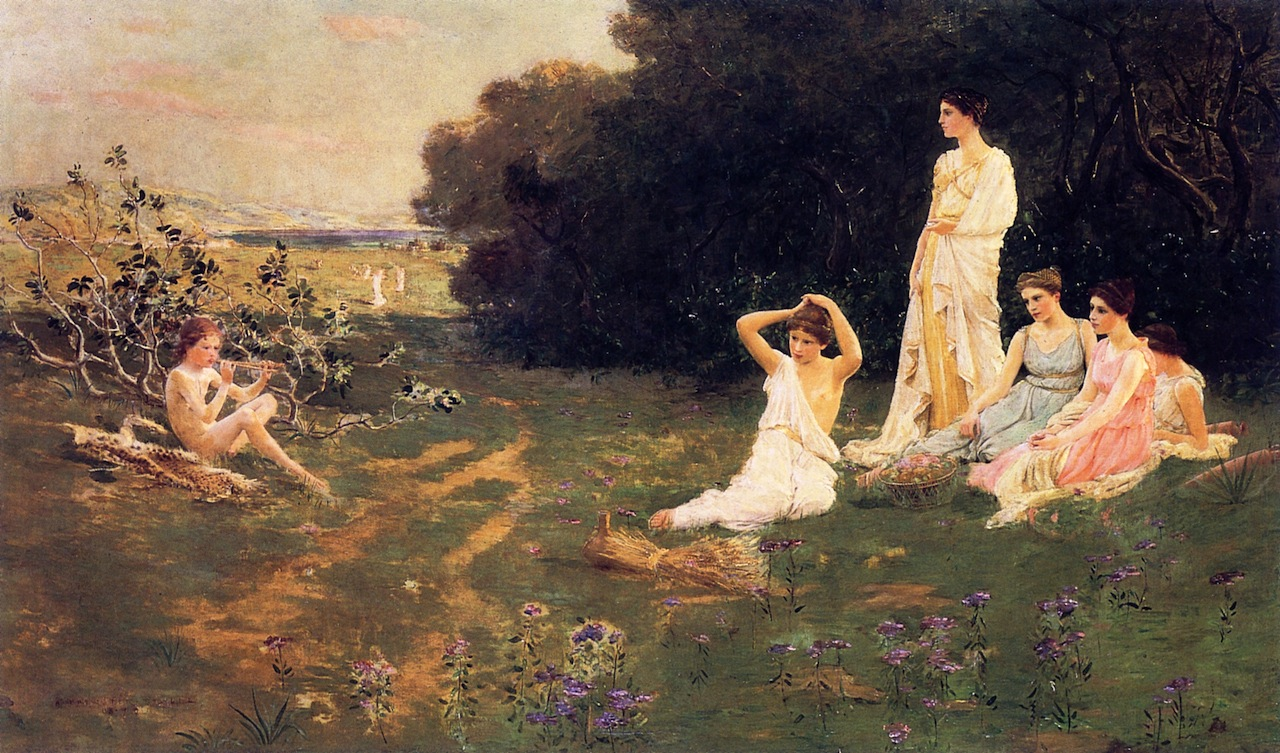
"An Arcadian Melody" (1890)
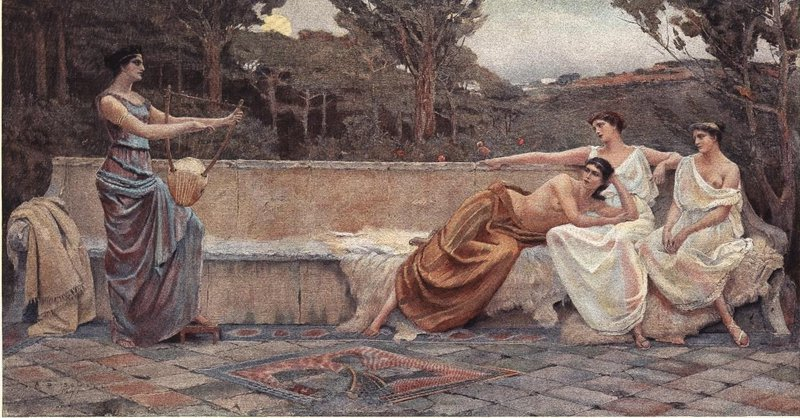
"Sappho"  (1891)
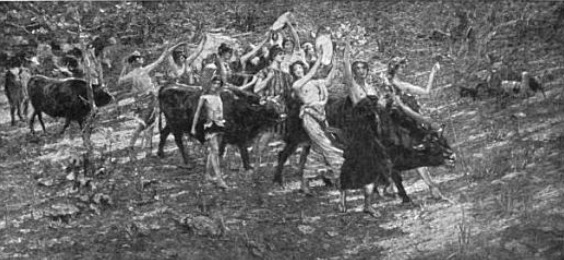
"The Sacred Hecatombs"

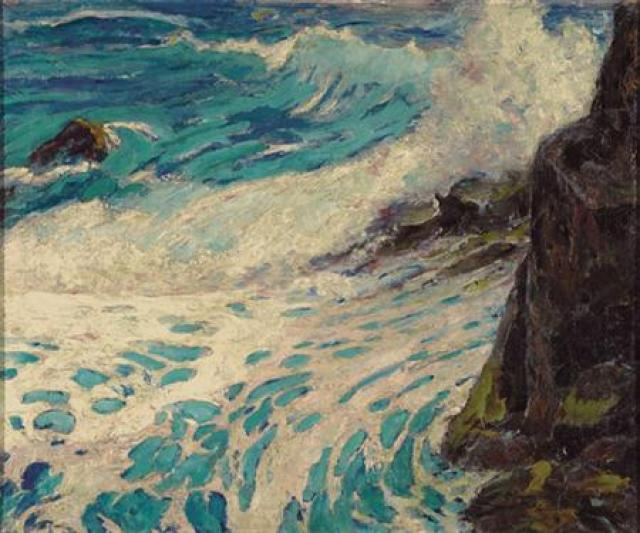
"Seascape" (1882)
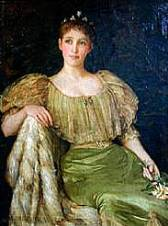
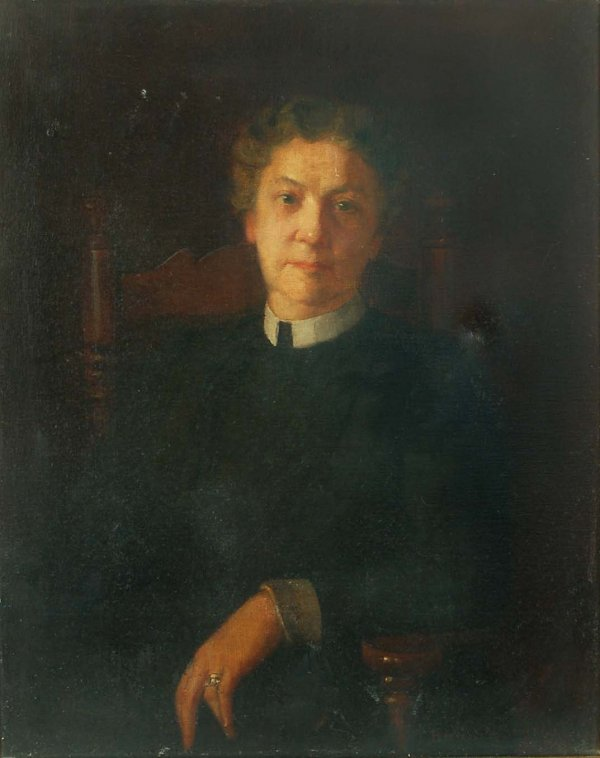
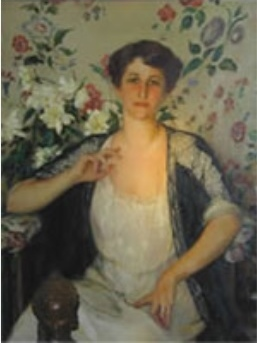